# NGC 2116
NGC 2116 is een open sterrenhoop in het sterrenbeeld Goudvis. Het hemelobject werd op 27 september 1826 ontdekt door de Schotse astronoom James Dunlop.

## Synoniemen
- ESO 57-SC38